# کانر سوییندلز
کانر رایان سوییندلز (به انگلیسی: Connor Ryan Swindells؛ زادهٔ ۱۹ سپتامبر ۱۹۹۶) یک بازیگر و مدل بریتانیایی است که بیشتر به‌خاطر ایفای نقش آدام در مجموعهٔ تلویزیونی آموزش جنسی شناخته شده‌است.

## فیلم‌شناسی

### فیلم
| سال  | عنوان      | نقش            |
| ---- | ---------- | -------------- |
| ۲۰۱۸ | درمقابل    | آدام           |
| ۲۰۱۹ | ناپدید شدن | دونالد مک‌آرتور |
| ۲۰۲۰ | اما        | آقای مارتین    |
| ۲۰۲۴ | ویلیام تل  |                |

### تلویزیون
| سال       | عنوان      | نقش       | توضیحات       |
| --------- | ---------- | --------- | ------------- |
| ۲۰۱۷      | هارلوتز    | ماستین    | فصل ۱، قسمت ۳ |
| ۲۰۱۷      | جیمزتاون   | فلچر      | فصل ۱، قسمت ۵ |
| ۲۰۱۹-2023 | آموزش جنسی | آدام گراف | 32قسمت        |